# Nepomuk (Stadt)

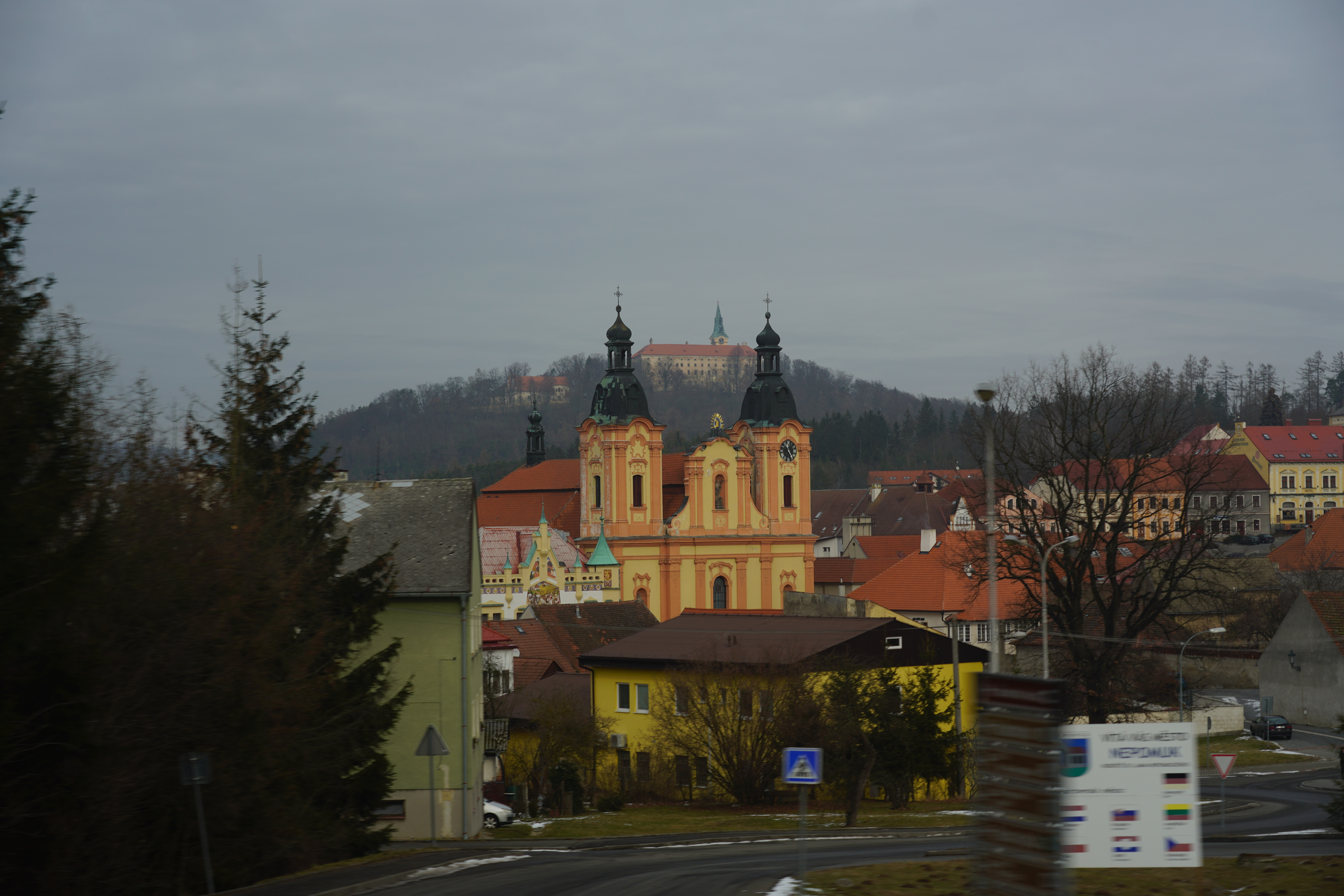
Die Stadt mit Schloss Zelená Hora (Grünberg) im Hintergrund

Nepomuk (deutsch Pomuk) ist eine Stadt in Westböhmen, Tschechien. Sie liegt an der Mihovka im Plzeňský kraj 35 Kilometer südöstlich von Pilsen an der E49 in Richtung Budweis. Nördlich der Stadt erhebt sich die Zelená hora (536 m).

## Geschichte
Um das 1144 vom Kloster Ebrach aus gegründete Zisterzienserkloster Nepomuk in Klášter entstanden mehrere Dörfer. Nepomuk besaß seit 1250 Rechtsässigkeit und ab 1254 Marktrecht, der Ort gelangte ebenso wie das angrenzende Dorf Přesanice im 13. und 14. Jahrhundert durch Goldseifen und Silberbergbau zu Reichtum. 1384 vereinigten sich Přesanice und Nepomuk. 1413 erhielt der Ort durch Wenzel den Faulen die Stadtrechte verliehen.
Im April 1420 wurden Stadt und Kloster von den Truppen Jan Žižkas niedergebrannt. Während das Kloster wüst blieb, erfolgte der Wiederaufbau der Stadt durch deutsche Kolonisten.

## Sehenswürdigkeiten
- Die gotische St. Jakobuskirche am Pschesanitzer Platz wurde zwischen 1290 und 1295 erbaut. Die dreischiffige Hallenkirche misst in ihrem Innern 16 mal 18 m. In der Kirche befindet sich die Familiengruft der Grafen von Sternberg. Das Presbyterium der Kirche wurde mit rotem Marmor ausgestaltet. 1780 wurde anstelle des baufälligen Glockenturmes auf der Sakristei ein barocker Kirchturm angebaut.
- Das neben der Kirche gelegene Erzdechanat wurde 1678 anstelle eines hölzernen Vorgängerbaus errichtet. 1748 wurde es nach Plänen von Kilian Ignaz Dientzenhofer errichtet und erhielt nach einem Umbau in den Jahren 1939 bis 1945 sein heutiges Aussehen.
- Die Kirche des Hl. Johannes von Nepomuk steht an der Stelle eines zwischen 1643 und 1660 errichteten Vorgängerbaus. Das ursprünglich Johannes dem Täufer geweihte Gotteshaus wurde 1729 anlässlich der Heiligsprechung dem neuen Namenspatron geweiht und 1734 abgetragen. Unter der Leitung von Kilian Ignaz Dientzenhofer entstand ab 1736 die heutige barocke Kirche.
- Das zwischen 1360 und 1370 erbaute Haus „Zur Böhmischen Linde“ am Pschesanitzer Platz diente später als Rat- und Gasthaus
- Ruine des Zisterzienserklosters Pomuk in Klášter
- Schloss Zelená Hora (Schloss Grünberg), angeblicher Fundort der Grünberger Handschrift
- Denkmal des Heiligen Johannes Nepomuk auf der Umgehungsstraße im Kreisverkehr

## Ortsgliederung
Zur Stadt Nepomuk gehört der Ortsteil Dvorec.

## Städtepartnerschaften
- Anykščiai, Litauen
- Hukvaldy, Tschechien
- Kemnath, Deutschland
- Krupina, Slowakei
- Omiš, Kroatien

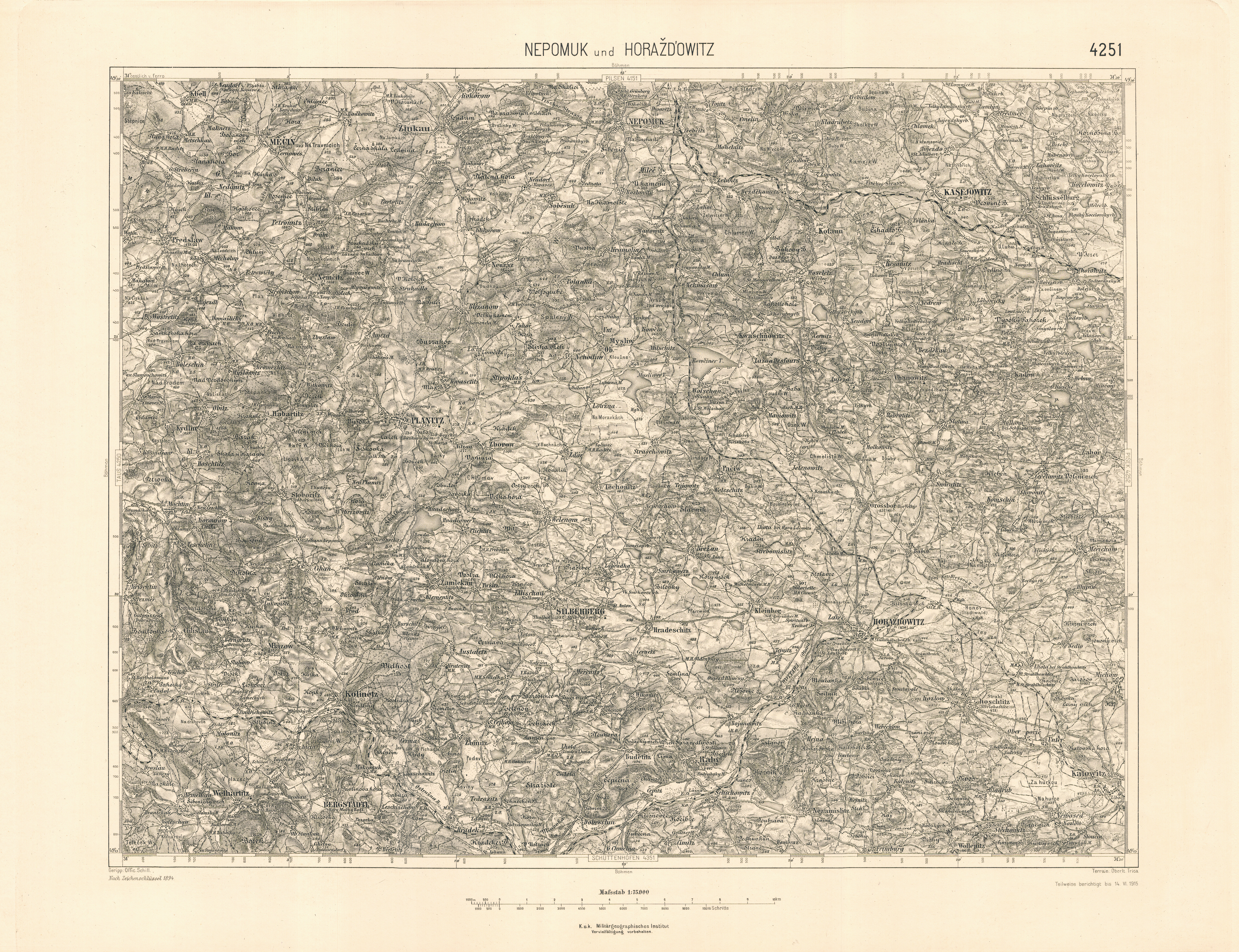
Nepomuk um 1900

- Roermond, Niederlande (bis zur Eingemeindung Swalmen)
- Wisła, Polen

## Söhne und Töchter der Stadt
- Johannes Nepomuk (* um 1350 in Pomuk; † 1393), Heiliger
- David Crinitus (1531–1586), Dichter
- Augustin Němejc (1861–1938), böhmischer Maler